# Delbrück-Streuung
Die Delbrück-Streuung ist die Streuung eines Photons am elektromagnetischen Feld eines Atomkerns und nach dem Biophysiker Max Delbrück benannt. Sie wird als nichtlinearer elektromagnetischer Effekt aufgrund der Vakuumpolarisation von der Quantenelektrodynamik beschrieben und konnte experimentell nachgewiesen werden.

## Beschreibung
In der klassischen Elektrodynamik kann eine elektromagnetische Welle nicht an einem Coulomb-Feld gestreut werden, weil sich elektromagnetische Felder linear überlagern. Anders in der Quantenelektrodynamik, wo durch Erzeugung und Vernichtung virtueller Teilchen das Vakuum zu einem nichtlinear polarisierbaren elektromagnetischen Medium wird (Vakuumpolarisation). Daher können in der Quantenelektrodynamik Photonen von einem elektromagnetischen Feld gestreut werden, worauf 1933 zuerst Max Delbrück am Beispiel des elektromagnetischen Feldes von Atomkernen qualitativ hingewiesen hat. Delbrück war damals Assistent von Lise Meitner, die entsprechende Experimente durchführte.

Feynman-Diagramm für den Vakuumpolarisationstensor zweiter Ordnung

Die erste theoretische Abschätzung der von ihnen so benannten Delbrück-Streuung erfolgte 1952 durch Hans Bethe und Fritz Rohrlich. In der niedrigsten Ordnung der Störungstheorie wird die Delbrück-Streuung durch den Vakuumpolarisationstensor zweiter Stufe mit zwei reellen und zwei virtuellen Photonen  beschrieben. Dessen vollständige Berechnung veröffentlichten V. Costantini, B. de Tollis und G. Pistoni 1971. Das zugeordnete Feynman-Diagramm mit einer geschlossenen Schleife aus vier Elektronen-Propagatoren beschreibt neben der Delbrück-Streuung (zwei reelle und zwei virtuelle Photonen) auch die Photonspaltung (drei reelle und ein virtuelles Photon) und die Photon-Photon-Streuung (vier reelle Photonen), die beide wegen ihrer Kleinheit bisher nicht experimentell nachgewiesen werden konnten. Für die Photon-Photon-Streuung liegen mittlerweile sehr gute Hinweise in den Daten des Atlas-Experiments bei CERN vor.
Bei schweren Kernen mit großer Kernladungszahl Z liefert die Störungstheorie keine gute Annäherung für die Delbrück-Streuung, weil die Vakuumpolarisation in einem starken elektromagnetischen Feld nicht mehr gut durch niedrige Näherungen der Störungstheorie beschrieben wird. Dieser Fall wurde 1969 von Hung Cheng und T. T. Wu untersucht.
Die Delbrück-Streuung wurde erstmals 1953 von Robert R. Wilson bei der Streuung von Gammastrahlung mit 1,33 MeV Energie an Blei-Atomkernen beobachtet. Eine Messung an mehreren Atomkernen mit verschiedenen Kernladungszahlen Z legten U. Stierlin, W. Scholz und Bogdan Povh 1962 vor. Eine neuere Messung bei höheren Energien von 1973 am DESY ist mit den theoretischen Vorhersagen von Cheng und Wu verträglich.
- Addendum:

Diese Messung wurde am DESY (Hamburg) ausgeführt. Sie entspricht dem Fall der extremen Vorwärtsstreuung, bei dem nur der Imaginärteil der Streuamplitude einen Beitrag liefert (Schattenstreuung). Die Rechnung von Cheng und Wu entspricht einer Näherung, die später von Milstein und Strakhovenko verifiziert wurde. Diese Autoren gehen von einem quasiklassischen Ansatz aus, der sich erheblich von dem von Cheng und Wu unterscheidet. Es konnte aber gezeigt werden, dass beide Ansätze äquivalent sind und zu demselben numerischen Resultat führen. Der endgültige Nachweis der Delbrück-Streuung erfolgte 1975 in Göttingen bei einer Energie von 2.754 MeV.
Bei dieser Energie wird der differentielle Wirkungsquerschnitt vom Realteil der Delbrück-Streuamplitude dominiert, der mit kleineren Beiträgen der atomaren und nuklearen Rayleigh-Streuung interferiert. In diesem Experiment wurde erstmals die exakte auf dem Feynman-Graphen basierende Rechnung verifiziert. Die dabei erzielte hohe Präzision sowohl der theoretischen Vorhersage als auch des Experimentes ermöglichte den Nachweis, dass neben der niedrigsten Ordnung (siehe den abgebildeten Feynman-Graphen) auch ein kleinerer Betrag der nächsthöheren Ordnung vorhanden ist. 1979 konnte in Göttingen sogar erstmals rein dispersive Delbrück-Streuung, d. h. Delbrück-Streuung unterhalb der Erzeugungsschwelle für Elektron-Positron-Paare nachgewiesen werden. Eine umfassende Darstellung des gegenwärtigen Standes der Erforschung der Delbrück-Streuung befindet sich in. Gegenwärtig finden präzise Untersuchungen zur hochenergetischen Delbrück-Streuung am Budker-Institut für Kernphysik in Nowosibirsk (Russland) statt.
Mit der ROKK-1M-Einrichtung des VEPP-4M wurde dort erstmals die Photon-Spaltung nachgewiesen, bei der eines der beiden bei der Delbrück-Streuung mit dem Kern ausgetauschten virtuellen Photonen als reelles Photon emittiert wird.